# Buxtehude
Buxtehude – miasto w Niemczech w kraju związkowym Dolna Saksonia w powiecie Stade. Liczy około 39,5 tys. mieszkańców. Nazywane miastem bajek. Tutaj rozgrywa się akcja baśni Jeż i zając (niem. Der Hase und der Igel), znanej także w wersji Braci Grimm, chociaż oryginalna baśń dotyczyła jednak miejscowości Bexhövede.

## Kultura
W mieście działa Muzeum Historii Regionu i Sztuki (Museum für Regionalgeschichte und Kunst (Heimatmuseum)).
26 listopada 2010 roku Gazeta Wyborcza podała informację, że w aukcyjnym Eva Aldag wystawiono na sprzedaż obraz Żydówka z pomarańczami, zrabowany przez Niemców z Muzeum Narodowego w Warszawie podczas II Wojny Światowej.

## Współpraca
- Blagnac, Francja
- Ribnitz-Damgarten, Meklemburgia-Pomorze Przednie[2]

## Ludzie związani z Buxtehude
- Jürgen Kurbjuhn (1940–2014) – piłkarz
- Eckbert Meier – kulturysta, żołnierz
- Alexander Nouri (ur. 1979) – piłkarz, trener piłkarski
- Michael Stolle (ur. 1974) – lekkoatleta, tyczkarz
- Nils Winter (ur. 1977) –  lekkoatleta, skoczek w dal